# Santalahti (Tampere)
Santalahti est un quartier  de Tampere en Finlande.

## Description
Santalahti est dans la partie ouest de Tampere. 
Il est bordé au nord par le lac Näsijärvi, à l'est par le quartier de Särkänniemi, au sud par Ylä-Pispala et Ala-Pispala, et à l'ouest par Lielahti. 
Santalahti est traversé par la Paasikiventie.
Le plan de la ville de Santalahti a été confirmé en 1945.